# Proterhinus hawaiensis
Proterhinus hawaiensis is een keversoort uit de familie Belidae. De wetenschappelijke naam van de soort is voor het eerst geldig gepubliceerd in 1900 door Perkins.